# Абрамов Олександр Вікторович
Олександр Вікторович Абрамов (16 січня 1964 , Москва ) — радянський та російський альпініст, спортивний тренер та функціонер. Президент російського «Клубу 7 вершин». 13-разовий підкорювач Евересту, тричі виконав програму «Сім вершин».

## Біографія
Народився 16 січня 1964 року в Москві.
З 1971 по 1981 рік навчався у школі №494 в Москві.
З 1981 по 1986 рік навчався на енергофізичному факультеті (ЕФФ) Московського енергетичного інституту.

## Альпіністська кар'єра

### Початок спортивної кар'єри

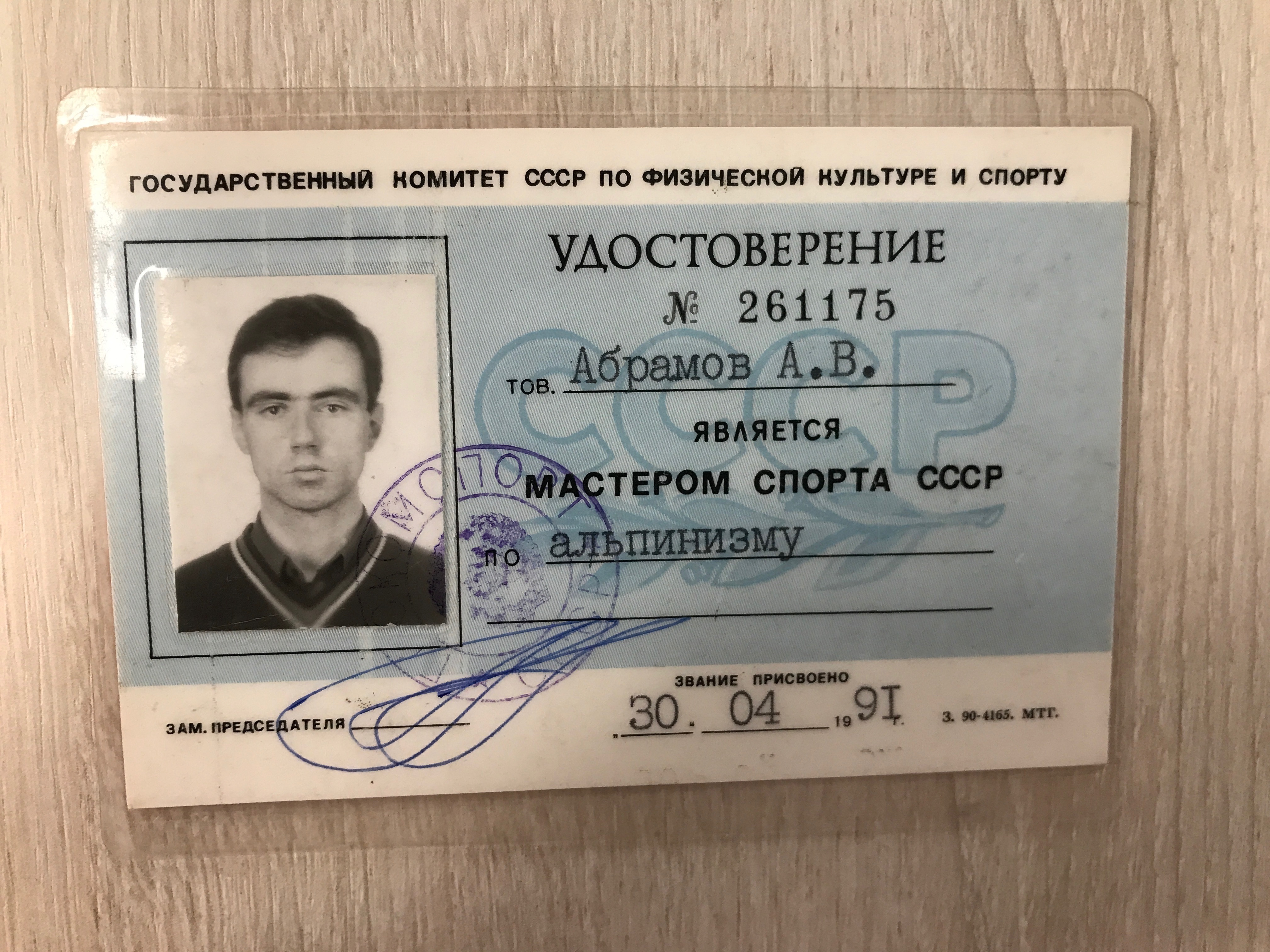
Посвідчення МС СРСР з альпінізму Абрамова Олександра Вікторовича

У 1981 році розпочав займатися альпінізмом у альпіністському клубі МЕІ. Того ж року вступив до добровільного спортивного товариства «Буревісник».
19 вересня 1982 року отримав значок «Альпініст СРСР». Перше сходження з відзнакою здійснив у альптабірі «Баксан» на вершину Мукал (3908 м. над рівнем моря).
30 квітня 1991 року отримав звання «Майстер спорту СРСР з альпінізму».

### Найвизначніші сходження
Організатор експедицій і сходжень понад 20 років. На рахунку Абрамова понад 200 сходжень різної складності у десятках країн (Чехословаччина, СРСР, Франція, Швейцарія, США, Аргентина, Індонезія, Танзанія, Непал, Гвінея, Австралія, Нова Зеландія, Китай). Серед них:
- 50 сходжень на Ельбрус у ролі гіда;
- 17 гімалайських експедицій;
- 12 сходжень на Еверест.[2]

15 грудня 2005 року Абрамов увійшов до «Клубу семи вершин», завершивши програму підкорення семи найвищих точок планети на різних континентах (зокрема масив Вінсон).
- 2022 рік — керівник успішної експедиції на Еверест (8848м), Непал (11-е особисте сходження)
- 2021 рік — керівник успішної експедиції на Еверест (8848м), Непал
- 2019 рік — унікальний проєкт "Сім вершин за сім місяців" (181 день)
- 2019 рік — керівник успішної експедиції на Еверест (8848м), Китай, Тибет.
- 2018 рік — керівник успішної експедиції на Масив Вінсона (4897м).
- 2018 рік — керівник успішної експедиції на Альпамайо (Перу).
- 2018 рік — керівник успішної експедиції на Еверест (8848м), Китай, Тибет.
- 2017 рік — керівник успішної експедиції на Масив Вінсона (4897м).
- 2017 рік — керівник успішної експедиції на Альпамайо (Перу).
- 2017 рік — керівник успішної експедиції на Манаслу (Непал).
- 2017 рік — керівник успішної експедиції на Еверест (8848м), Китай, Тибет.
- 2016 рік — керівник успішної експедиції на Масив Вінсона (4897м)
- 2016 рік — керівник успішної експедиції на Масив Вінсона (4897м).
- 2016 рік — керівник успішної експедиції на Охос дель Саладо (Чилі).
- 2016 рік — керівник успішної експедиції на Еверест (8848м), Китай, Тибет.
- 2015 рік — керівник успішної експедиції на Масив Вінсона (4897м).
- 2015 рік — керівник експедиції на Еверест (8848м), Китай, Тибет. (не зійшли на вершину через землетрус).
- 2014 рік — керівник успішної експедиції на Масив Вінсона (4897м) і на Південний полюс.
- 2014 рік — керівник нової успішної експедиції на Еверест (8848м), Китай, Тибет.
- 2013 рік — керівник успішної експедиції на Масив Вінсона (4897м) і на Південний полюс.
- 2013 рік — керівник нової успішної експедиції на Еверест (8848м), Китай, Тибет.
- 2012 рік — керівник успішної експедиції на Масив Вінсона (4897м) і на Південний полюс.
- 2012 рік — керівник нової успішної експедиції на Еверест (8848м), Китай, Тибет.
- 2011 рік — керівник успішної експедиції на Масив Вінсона (4897м) і на Південний полюс.
- 2011 рік — керівник нової успішної експедиції на Еверест (8848м), Китай, Тибет.
- 2010 рік — керівник нової успішної експедиції на Еверест (8848м), Китай, Тибет.
- 2010 рік — керівник успішної експедиції на Масив Вінсона (4897м) і на Південний полюс.
- 2010 рік — керівник нової успішної експедиції на Еверест (8848м), Китай, Тибет.
- 2009 рік — керівник успішної експедиції на Масив Вінсона (4897м) і на Південний полюс.
- 2009 рік — керівник нової успішної експедиції на Еверест (8848м), Китай, Тибет.
- 2008 рік — керівник успішної експедиції на Піраміду Карстенс (4884м), Індонезія.
- 2008 рік — керівник успішної експедиції на Масив Вінсона (4897м), Антарктида.
- 2007 рік — керівник успішної експедиції на Масив Вінсона (4897м), Антарктида.
- 2007 рік — керівник нової успішної експедиції на Еверест (8848м), Китай, Тибет.
- 2006 рік — керівник успішної експедиції на Масив Вінсона (4897м), Антарктида.
- 2006 рік — керівник нової успішної експедиції на Еверест (8848м), Китай, Тибет.
- 2005 рік — керівник успішної експедиції на Масив Вінсона (4897м), Антарктида.
- 2005 рік — керівник нової успішної експедиції на Еверест (8848м), Китай, Тибет.
- 2004 рік — керівник нової успішної експедиції на Еверест (8848м), Китай, Тибет.
- 2004 рік — керівник нової успішної експедиції на Аконкагуа(6967м), Аргентина.
- 2004 рік — керівник експедиції на Костюшко (2228м) та пік Кука (3800м), Австралія й Нова Зеландія.
- 2003 рік — керівник нової успішної експедиції на Еверест (8848м), Китай, Тибет.
- 2003 рік — керівник успішної експедиції на Арарат (5137м), Туреччина
- 2001-2002 роки — скельні та льодові сходження в Європі та Африці. Зйомки у програмі Російський Екстрім. Початок створення Клубу 7 Вершин
- 2000 рік – керівник успішної експедиції на Еверест (8848м), Китай, Тибет.
- 1999 рік – керівник сходження на Чо-Ойю (8201м), Китай, Тибет – 3-є місце на Чемпіонаті Росії.
- 1999 рік — керівник сходження на Кюкюртлю (4600м) за маршрутом 6Б к.т. – 3-є місце на Чемпіонаті Росії.
- 1998 рік – сходження на п. Хан Тенгрі (7010м).
- 1997 рік – керівник зимового сходження на г. Ушба (4700м), маршрут 6А к.т.
- 1997 рік – учасник експедиції на г. Лхоцзе Середня (8411м).
- 1996 рік – керівник сходження на г. Аконкагуа (6970м), Південна Америка, Аргентина.
- 1995 рік – керівник сходження на г. Кіліманджаро (5900м), Танзанія, Африка. Було пройдено новий маршрут на Breach Wall.
- 1995 рік – керівник зимового сходження на г. Монблан (4810м), Шамони, Франція.
- 1995 рік – керівник першого російського сходження на «Пирамиду Карстенс» (4800м), о. Папуа Нова Гвінея.
- 1995 рік – керівник сходження на Ель Капітан, Йосеміти, США, за маршрутом The Nose.
- 1994 рік – початок проєкту «7 Вершин». Керівник успішної експедиції на г. Мак-Кінлі (6100м), США, Аляска.
- 1993 рік – учасник експедиції на г. Еверест (8848м), Непал, до висоти 8000м.
- 1992–1994 роки – професійний гірський гід у турфірмі «Пілігрим». Керував близько 10 групами фірми “REI” (США) на Ельбрусі (5642м). Керував 3 групами з Німеччини та Австрії на п. Корженєвської (7105м) та п. Комунізма (7495м).

Готував першу словацьку експедицію на Північний полюс, а також кінні походи для «REI» на Кавказі.

### Рекорди та досягнення
Перший серед російських альпіністів, який двічі виконав програму «Сім вершин». 12-разовий підкорювач Евересту та 15-разовий керівник успішних експедицій на Еверест. Власник європейського рекорду за кількістю найуспішніших експедицій і сходжень.[джерело не вказане 973 дні].

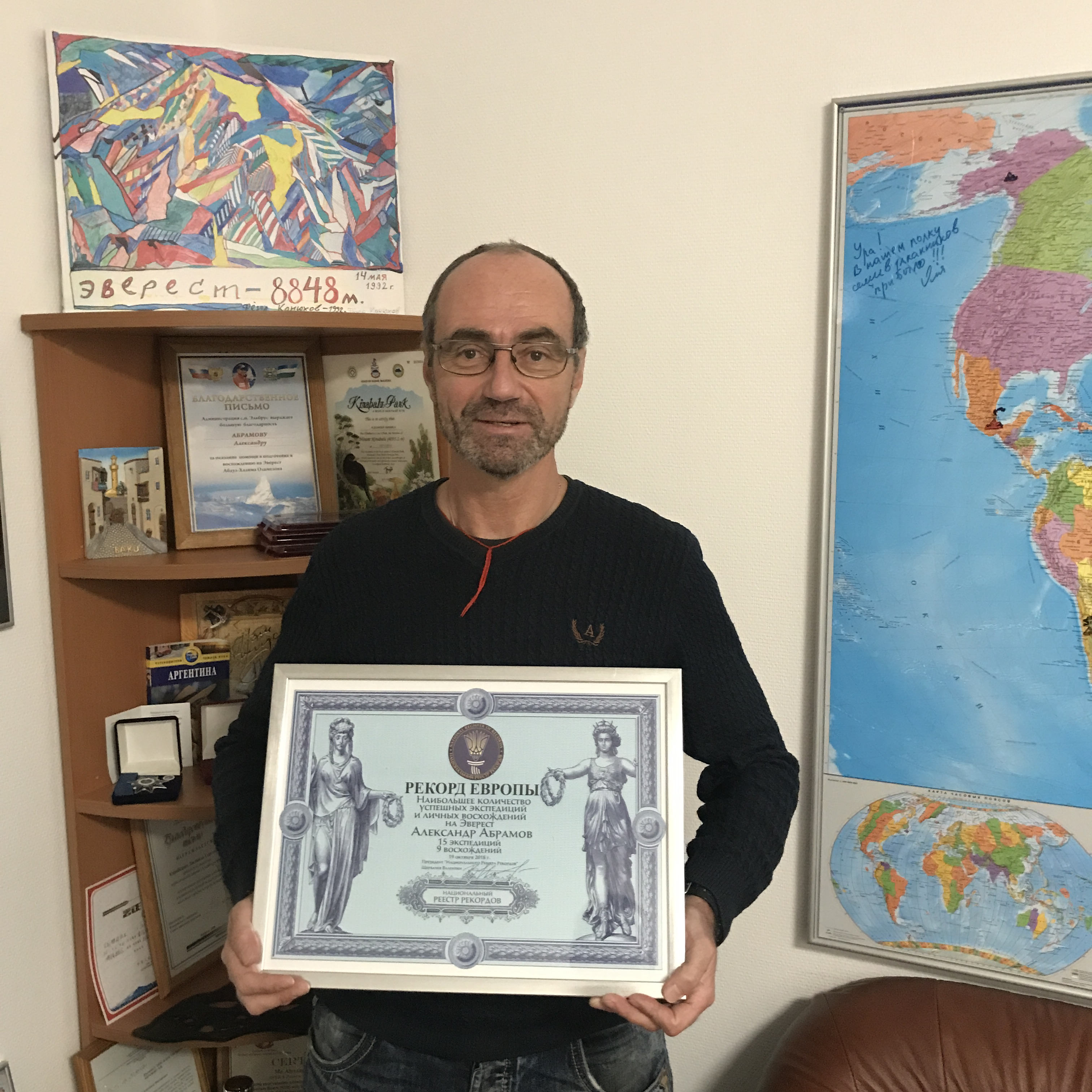
Олександр Абрамов із сертифікатом рекорду Європи за найбільшою кількістю успішних експедицій та особистих сходжень на Еверест

### Тренерська діяльність
У 2001 році тренер збірної команди Москви з альпінізму, яка стала чемпіоном Росії.

### Змагальна діяльність
1991 року Чемпіон СРСР з альпінізму (зимовий клас) — пік Вільна Корея на північній стіні (6А).
1991 року срібний призер чемпіонату СРСР серед військовослужбовців (висотно-технічний клас) — пік Енгельса (6Б).
1997 року абсолютний чемпіон Москви з льодолазіння (швидкість, складність).
1998 року Чемпіон Москви з льодолазіння (швидкість).
1998 року бронзовий призер чемпіонату Росії з льодолазіння (швидкість).
1998 року срібний призер чемпіонату Росії з альпінізму (зимовий клас) — Аксу Головна (6А), перше зимове сходження.

### Спеціальні проєкти
1997 року керівник альпіністської частини сходження на східну вершину Ельбрусу на автомобілі «Land Rover».
2017 року, разом із російським альпіністом Олегом Савченком, організував експедицію «Еверест. 8300. Точка неповернення» для капсулювання тіл альпіністів, які загинули на Евересті.

## Громадська діяльність

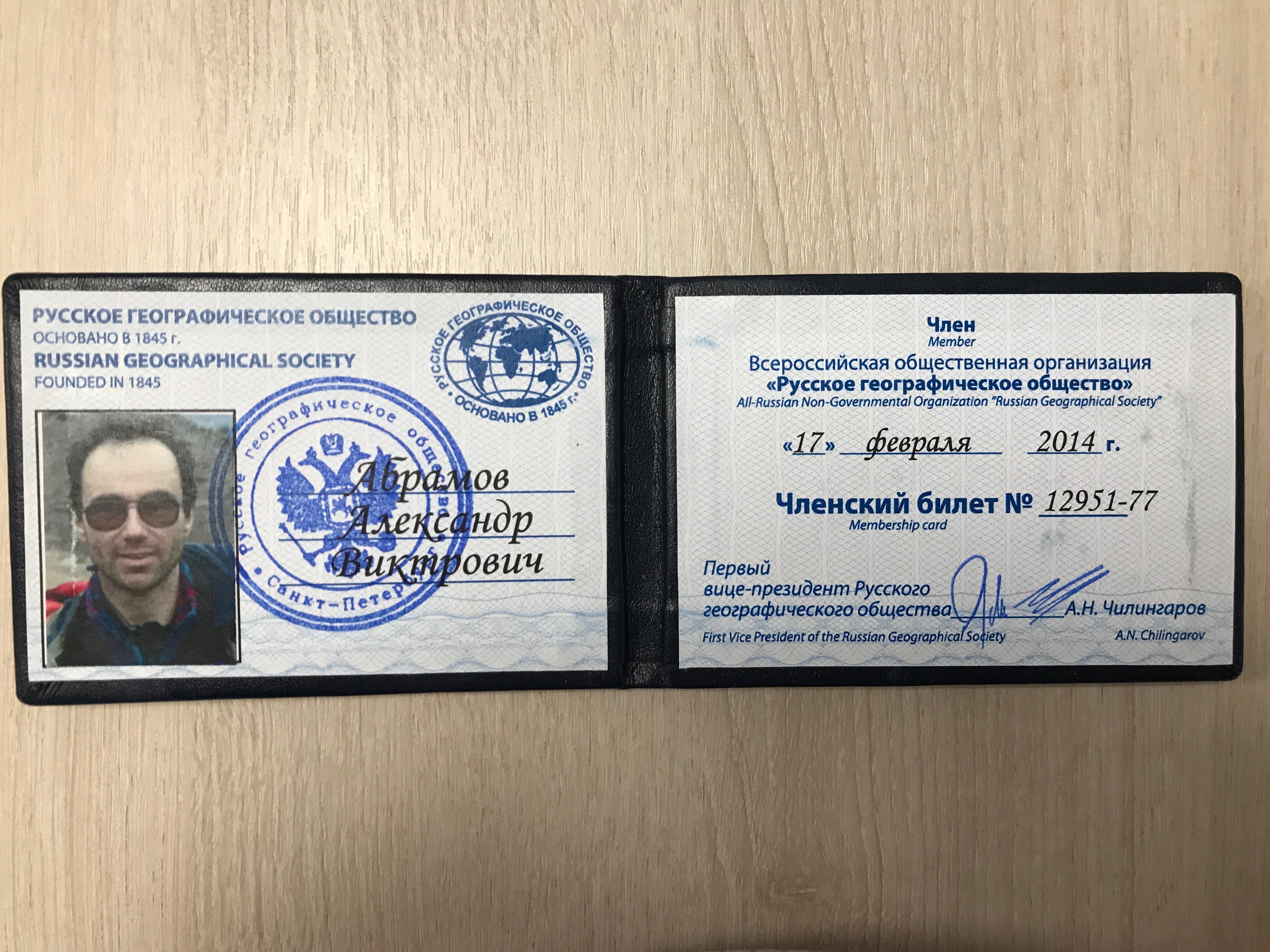
Членський квиток Російського географічного товариства на ім'я Олександра Абрамова

У 2000 році брав участь у телешоу «Екстремальні ситуації» Миколи Фоменка на НТВ, пройшов два етапи «Повітря» й «Вода» та вибув на етапі «Земля».
Нині працює інструктором альпінізму, гірським гідом і висотним кінооператором. Займає такі посади:
- Голова тренерської ради Федерації альпінізму та скелелазіння Москви;
- Голова комітету з льодолазіння Москви;
- Заступник голови комітету з льодолазіння Росії;
- член Російського географічного товариства (з 17 лютого 2014 року).

З 2011 року — член російської «Асоціації гірських гідів».
Є автором проєктів «Ризик» (сходження російських альпіністів у межах програми «Семи вершин») та ТОВ «Клуб 7 вершин» (комерційна організація та об'єднання альпіністів).

## Інциденти
У 2005 році Абрамов зазнав збройного нападу в Гімалаях. Під час громадянської війни в Непалі він у складі експедиції на Еверест їхав до Тибету. На гірській дорозі, за 100 кілометрів від Катманду, до автомобіля, в якому знаходилися Абрамов разом з іншим альпіністом Сергієм Каймачніковим, маоїсти кинули гранату. Абрамов отримав близько десяти осколкових поранень у ноги. Каймачнікову сильно пошкодило стопу лівої ноги, він отримав численні осколкові поранення правої ноги та лівої руки, а також втратив понад два літри крові. Обох врятував військовий вертоліт, який за 15 хвилин доправив їх до госпіталю в Катманду, де їм терміново зробили операції. Каймачнікова, який перебував у важкому стані, транспортували до Москви.
26 липня 2010 року Абрамов потрапив в авіакатастрофу на Кавказі. Під час польоту до гори Кюкюртлю з метою здійснення стрибка з парашутом разом із Валерієм Розовим, Андрієм Волковим, Сергієм Ларіним, Олексієм Овчинниковим і Сергієм Фурсовим, вертоліт зазнав аварії на висоті близько 5000 метрів.

## Особисте життя
- мати Абрамова Майя Василівна (15 серпня 1930 року народження), інженер-конструктор.
- дружина Коробешко Людмила Сергіївна (30 липня 1974 року народження), російський спортсмен, альпініст і лінгвіст, Директор російського Альпклубу «7 Вершин», напарниця Олександра у багатьох сходженнях (тричі підкоряла Еверест).
- син Абрамов Максим Олександрович (9 січня 2002 року народження).

## Володіння мовами
Володіє англійською та російською мовами.